# 뉴브런즈윅 대학교
뉴브런즈윅 대학교(University of New Brunswick, UNB)는 뉴브런즈윅주의 대학교이다. 미국 독립 혁명의 왕당파에 의해 생긴 공립 대학교이다.